# Corallium
Corallium é um género de animais invertebrados marinhos da família dos coralídeos.

## Espécies
Segundo o World Register of Marine Species, o género Corallium é atualmente composto por sete espécies, sendo algumas antigas espécies deste género agora classificadas nos géneros Diodogorgia, Hemicorallium, Mesophyllum, Millepora, Phymatolithon e Pleurocorallium:
- Corallium japonicum (Kishinouye, 1903)
- Corallium medea (Bayer, 1964)
- Corallium nix (Bayer, 1996)
- Corallium rubrum (Linnaeus, 1758) - Coral-vermelho
- Corallium salomonense (Thomson & Mackinnon, 1910)
- Corallium stylasteroides (Ridley, 1882)
- Corallium tortuosum (Bayer, 1956)